# Bitwa o Wilno (1812)

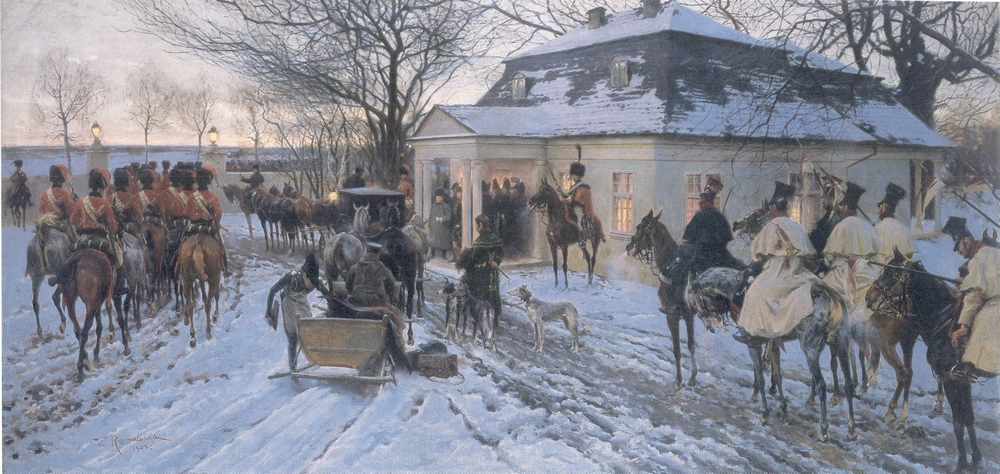
Napoleon w Smorgoniach, obraz Zygmunta Rozwadowskiego

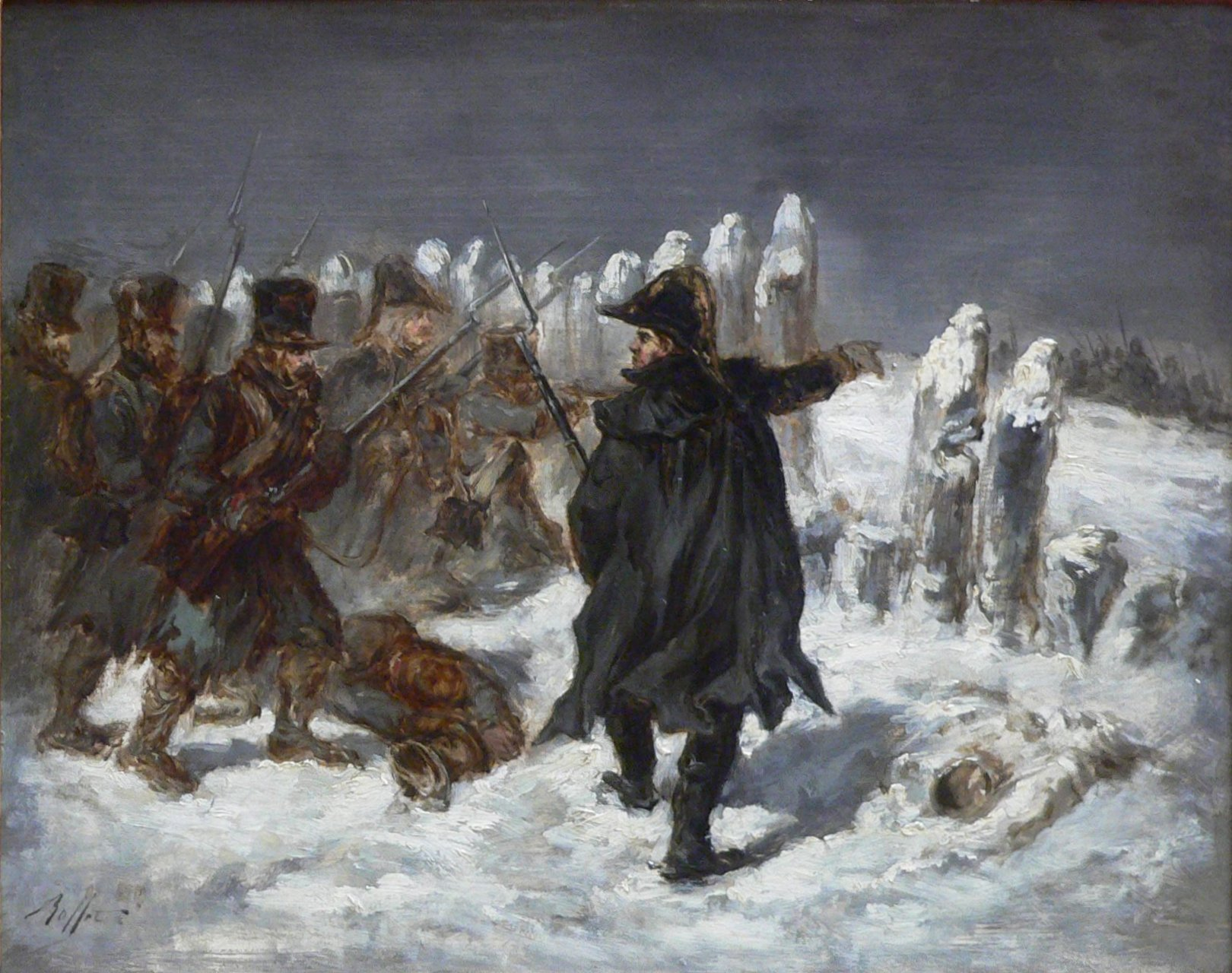
Marszałek Michel Ney broniący Kowna 14 grudnia 1812 roku przed Rosjanami, obraz Denisa Auguste’a Raffeta

Bitwa o Wilno – starcie zbrojne rozegrane w dniach 9–10 grudnia 1812 roku w Wilnie i okolicach między wojskami I Cesarstwa Francuskiego i Księstwa Warszawskiego, wspomaganymi przez Komisję Rządu Tymczasowego Wielkiego Księstwa Litewskiego oraz oddziały bawarskie pod komendą Karla Philippa von Wrede, a nadciągającą armią rosyjską, zakończone zwycięstwem wojsk carskich. Armią napoleońską dowodzili wówczas Michel Ney oraz Joachim Murat. Stroną rosyjską dowodził zaś Matwiej Płatow. Starcie było prowadzone w mieście oraz w warunkach zimowych, przez co większość żołnierzy Wielkiej Armii zginęło z głodu i zimna, zamiast od ran.

## Tło historyczne

### Początek wojny i wyzwolenie Wilna przez Wielką Armię
Wojna francusko-rosyjska rozpoczęła się przeprawą Wielkiej Armii przez Niemen 24 czerwca 1812 roku. Jeszcze tego samego dnia awangarda napoleońska zajęła bez walki Kowno. Był to początek walki między Cesarstwem Francuskim rządzonym przez Napoleona, a Rosją pod władaniem cara Aleksandra I. Cztery dni później, 28 czerwca, doszło awangarda francusko-polska pokonała wojsko rosyjsko pod Rykontami do Wilna wkroczył 8 Pułk Ułanów Księstwa Warszawskiego dowodzony przez Dominika Radziwiłła, który ostatecznie odrzucił od miasta resztki oddziałów carskich w starciu niedaleko Antokola z pomocą części wileńskich studentów, a kilka godzin później sam francuski cesarz, który przebywał w litewskiej stolicy do 16 lipca. Napoleon prawdopodobnie specjalnie powierzył wkroczenie do stolicy dawnego Wielkiego Księstwa Litewskiego właśnie niemu, ponieważ był potomkiem pochodzącego z tego kraju rodu. Kilka dni wcześniej w mieście przebywał car Aleksander I, który po usłyszeniu wieści o przekroczeniu Niemna przez Francuzów wyjechał na wschód. 1 lipca została utworzona Komisja Rządu Tymczasowego Wielkiego Księstwa Litewskiego, która miała się zająć administracją terenów guberni wileńskiej, kowieńskiej, mińskiej, a także obwodu białostockiego oraz organizować pobór do armii napoleońskiej. Dwa tygodnie później dołączyła do Konfederacji Generalnej Królestwa Polskiego. Tego też dnia zorganizowano bal z okazji przyłączenia Wielkiego Księstwa Litewskiego do Księstwa Warszawskiego. Przez następne cztery miesiące, pomimo powtarzających się incydentów rabunkowych, sytuacja w mieście była opanowana.

### Sytuacja po odwrocie resztek Wielkiej Armii spod Moskwy
Sytuacja zmieniła się po odwrocie Napoleona spod Moskwy i bitwie nad Berezyną (26–29 listopada 1812), kiedy to większość wojsk francuskich została rozproszona i głodna, przez co zajęła się rabunkami okolicznych wsi. 5 grudnia Napoleon oświadczył swoim marszałkom, że musi wracać do Paryża, aby przeciwdziałać próbie zamachu stanu z 23 października dokonanego przez Claude’a François de Maleta. Dowództwo nad resztkami Wielkiej Armii powierzył Joachimowi Muratowi. Trzy dni później rosyjscy Kozacy pod dowództwem atamana Matwieja Płatowa przejęli 114 porzuconych francuskich armat oraz zbliżyli się do wsi Rukojnie położonej 15 kilometrów od Wilna. Chcąc utrzymać Kozaków jak najdalej od miasta, Joachim Murat postanowił walczyć o miejscowość. Dowództwo nad strażą tylną, w skład której wchodziły jednostki bawarskie Karla Philippa von Wrede, dywizja Louisa Loisona oraz Legia Nadwiślańska, powierzył Michelowi Neyowi. Ten jednak około południa dał rozkaz do odwrotu. Wycofujący się wówczas przez Stare Miasto maruderzy masowo umierali, szczególny zamęt miał miejsce zwłaszcza w okolicach Ostrej Bramy.

## Bitwa

### Pierwszy dzień walk – 9 grudnia
Od rana trwały walki na przedpolach Wilna między oddziałami francuskimi a wojskami rosyjskimi. Liczący 2,5 tysiąca Korpus Bawarski generała Wrede został okrążony przez Płatowa i Łaskina, ale zdołał przedrzeć się do miasta. Rosjanie próbowali sforsować Ostrą Bramę, lecz siły napoleońskie zdołały zabarykadować przejście i ustawić się na murach miejskich. Od godziny 15 artyleria rosyjska zaczęła ostrzeliwać litewską stolicę, wywarło to wstrząs psychologiczny na Wielkiej Armii. Wieczorem marszałek Ney wydał rozkaz wycofania się z Wilna, w którym zostały już tylko resztki dywizji Loisona i Legia Nadwiślańska.

### Drugi dzień walk – 10 grudnia
O godzinie 1 większość niedobitków francuskich było już na wzgórzach Porannych i dalej na zachód, jednak w mieście nadal opór stawiała ariergarda Michela Neya. Siedem godzin później uderzyła na nią kawaleria dowodzona przez Eufemiusza Czaplica. Francuski marszałek sformował czworoboki, jednak Wilno ponownie zostało zbombardowane przez artylerię Nikołaja Kudaszowa. Do rosyjskiej niewoli dostało się 9800 żołnierzy, 7 generałów oraz 5200 rannych i chorych w wileńskich szpitalach.

## Następstwa
Bezpośrednim następstwem utraty Wilna była strata około 40 tysięcy żołnierzy napoleońskich, a także utrata przez armię francuską jednego z najważniejszych przyczółków na prawym brzegu Niemna. Michel Ney zmuszony był wycofać się do Kowna, gdzie stoczył kolejną, również przegraną bitwę. Ponadto, klęska Wielkiej Armii spowodowała porażkę polskich planów odzyskania terenów litewskich, a Komisja Rządu Tymczasowego Wielkiego Księstwa Litewskiego ostatecznie rozwiązała się kilka miesięcy później. Miasto doznało poważnych zniszczeń wojennych.

## Dziedzictwo
W 2002 roku odkryto masowe groby około 3 tysięcy żołnierzy napoleońskich, którzy zostali pochowani 1 czerwca 2003 roku. Dzień wcześniej miała miejsce rekonstrukcja bitwy zorganizowana przez wielonarodowe kluby historyczne. Odtworzone zostały wtedy jednostki francuskie, polskie, litewskie oraz rosyjskie.